# تورتل (ویسکانسین)
تورتل، ویسکانسین (به انگلیسی: Turtle, Wisconsin) یک منطقهٔ مسکونی در ایالات متحده آمریکا است که در ویسکانسین واقع شده‌است.

## خصوصیات
تورتل ۷۶٫۰ کیلومترمربع مساحت و ۲٬۴۴۴ نفر جمعیت دارد و ۲۷۳ متر بالاتر از سطح دریا واقع شده‌است.